# Hermann Julius Kolbe
Hermann Julius Kolbe (Halle, 1855. június 2. – Berlin-Lichterfelde, 1939. november 26.) német entomológus. Több mint három évtizeden keresztül volt a berlini zoológiai múzeum munkatársa, szakterületét elsősorban a bogarak, a fürgetetvek és a recésszárnyú fátyolkák képezték. Zoológiai szakmunkákban nevének rövidítése: „Kolbe”.

## Élete
1855. június 2-án született Észak-Rajna-Vesztfália tartomány Halle városában, Heinrich Friedrich Kolbe és Amalie Pauline Sophie Cherouny fiaként. Tanulmányait Münsterben, a Humán Gimnáziumban folytatta, majd ugyanott igyekezett továbbtanulni természettudományos irányban, ám egészségügyi okokból, illetve családja nehéz anyagi helyzete miatt hamar le kellett mondania ez irányú terveiről. 1878–1882 között az oedingi gimnázium tanára (más források szerint adminisztrátora) volt. 1882-től a berlini egyetem állattani múzeumának rovartani részlegére kapott asszisztensi kinevezést, Wilhelm C. H. Peters professzor mellé. 1884–1885-ben a német rovartani folyóirat szerkesztője lett, majd 1890-től a berlini zoológiai múzeum bogarakkal és hártyásszárnyúakkal foglalkozó részlegének munkatársává nevezték ki, amely posztot több mint 30 éven keresztül, 1921-ig (nyugdíjazásáig) töltötte be. Közben, 1900-ban professzori kinevezést is kapott, 1902-ben pedig házasságot kötött. Publikációs tevékenységét még nyugdíjazása után is sokáig folytatta, utolsó publikációja 1938-ban jelent meg. Berlin-Lichterfeldében hunyt el.
Élete során többször tett szakmai kirándulásokat Afrikába. Szakterületéhez tartoztak a Scarabidae (ganajtúrófélék) és a Brentidae családok tagjai, de a holyvaszerűek öregcsaládjába tartozó fajok kivételével mindenféle bogarak kutatásával foglalkozott.

## Művei
Részleges lista
- Beziehungen unter der Arten von Poecilaspis (Cassididae) nebst Beschreibung einer von Herrn R. Rohde in Paraguay endeckten neuen Species dieser Gattung. Ent. Nachr., 13: 10-13 (1887).
- Beiträge zur Zoogeographie Westafrikas nebst einem Bericht über die während der Loango-Expedition von Herrn Dr. Falkenstein bei Chinchoxo gesammelten Coleoptera. Nova Acta Leop.-Carol. Deutsch. Akad. Naturf., 1, 3: 155-364 + 3 pl.(1887). (Also published as a book by E. Blochmann & Sohn, Dresden).
- Eine von Herrn Dr. med. Drake in Paraguay entdeckte neue Canistra-art. Ent. Nachr., 13: 27 (1887).
- Käfer und Netzflüger Ost-Afrikas. In: K. Möbius (ed.), Deutsch-Ost-Afrika. Wissenschaftliche Forschungsresultate über Land und Leute unseres ostafrikanischen Schutzgebietes und der Angrenzenden Lä nder. Band IV. Die Thierwelt Ost-Afrikas und der Nachbargebiete. Wirbellose Thiere. Verlag Dietrich Reimer (Ernst Vohsen), Berlin (1898).

## Gyűjteményei
- Berlini Természettudományi Múzeum
- Vesztfáliai Természettudományi Múzeum
- Wrocławi Természettudományi Múzeum

## Fordítás
- Ez a szócikk részben vagy egészben  a   Hermann Julius Kolbe című német Wikipédia-szócikk fordításán alapul.  Az eredeti cikk szerkesztőit annak laptörténete sorolja fel. Ez a jelzés csupán a megfogalmazás eredetét és a szerzői jogokat jelzi, nem szolgál a cikkben szereplő információk forrásmegjelöléseként.
- Ez a szócikk részben vagy egészben  a   Hermann Julius Kolbe című angol Wikipédia-szócikk fordításán alapul.  Az eredeti cikk szerkesztőit annak laptörténete sorolja fel. Ez a jelzés csupán a megfogalmazás eredetét és a szerzői jogokat jelzi, nem szolgál a cikkben szereplő információk forrásmegjelöléseként.